# Војислав Пејић
Војислав Пејић био је истакнути лекар и шеф неуропсихијатрије у Лесковцу.

## Биографија
У 1976. години са специјализације долази др Војислав Пејић. Рођен је 1936. године у Доњем Коњувцу. Основну школу је завршио у родном месту и Бојнику, средњу школу у Лесковцу и Скопљу, а Медицински факултет у Нишу. 1966. године. Завршио је постдипломски течај: „Примена Доплера-сонографије у цереброваскуларној дијагностици” на свеучилишту у Загребу 1982. године. Члан је Удружења неуролога Републике Србије и Југославије и члан комисије Републике Србије за развој неурологије 1991—2000. године. Шеф је неуролошког одсека од оснивања у Неуропсихијатријској служби Здравственог центра у Лесковцу. Назив примаријус стекао је 1988. године. Активан је члан Подружнице СЛД и Неуролошке секције. Објавио је већи број стручних радова.